# Chafariz da praça Dr. Aristides Mílton
O Chafariz da Praça Dr. Aristides Mílton é um chafariz localizado no município brasileiro de Cachoeira, no estado da Bahia. O local foi tombado pelo Instituto do Patrimônio Histórico e Artístico Nacional (IPHAN), sob o número de inscrição 280, em 1939. A relevância do local está associada à Independência do Brasil, tendo sido usado como ponto de encontro de independentistas, em 1822.
Foi construído em 1781 e reformado em 1827. O objetivo declarado da construção era "ver encaminhado a água do mato de Tenente Felipe ao largo do Hospital". A construção é de pedra e tijolo, atualmente com estilo neoclássico devido à reforma do século XIX.